# Nacionalismo nigeriano
O nacionalismo nigeriano afirma que os nigerianos são uma nação e promove a unidade cultural dos nigerianos. É um nacionalismo territorial, enfatizando uma conexão cultural do povo com a terra - em particular os rios Níger e Benue. Surgiu pela primeira vez na década de 1920 sob a influência de Herbert Macaulay, considerado o fundador do nacionalismo nigeriano.
Foi criado devido à crença na necessidade de as pessoas que vivem na colônia britânica da Nigéria, de múltiplas origens, se unirem como um povo, a fim de poder resistir ao colonialismo. O povo da Nigéria se uniu ao reconhecer as discrepâncias da política britânica. "O problema do nacionalismo étnico na Nigéria veio com o advento do colonialismo. Isso aconteceu quando grupos díspares, autônomos, heterogêneos e subnacionais foram fundidos para formar uma nação. Novamente, os colonialistas criaram desequilíbrios estruturais dentro da nação em termos de projetos econômicos, desenvolvimento social e estabelecimento de centros administrativos. Esse desequilíbrio aprofundou as antipatias entre as várias nacionalidades étnicas da Nigéria (Nnoli, 1980; Young, 1993 e Aluko, 1998)." O objetivo dos nacionalistas nigerianos de alcançar um estado soberano independente da Nigéria foi alcançado em 1960, quando a Nigéria declarou sua independência e o domínio colonial britânico terminou. O governo da Nigéria procurou unificar os vários povos e regiões do país desde a sua independência em 1960.
O nacionalismo nigeriano foi afetado negativamente por vários episódios históricos de violência étnica e repressão de certos grupos pelo governo do país entre os vários povos, resultando em diversos movimentos secessionistas que exigem a sua independência da Nigéria. No entanto, além de casos de extremismo, a maioria dos nigerianos continua a coexistir pacificamente, e uma identidade nigeriana comum foi promovida entre os nigerianos mais instruídos e ricos, bem como entre os muitos que deixam pequenas comunidades étnicas homogêneas em busca de oportunidades econômicas nas cidades onde a população é etnicamente mista. Por exemplo, muitos sulistas migram para o norte para negociar ou trabalhar, enquanto vários trabalhadores sazonais do norte e pequenos empresários vão para o sul.

## História
Herbert Macaulay se tornou uma figura muito conhecida na Nigéria e, em 24 de junho de 1923, fundou o Partido Democrático Nacional da Nigéria (NNDP), o primeiro partido político da Nigéria. O NNDP ganhou todos os assentos nas eleições de 1923, 1928 e 1933. Na década de 1930, Macaulay participou da organização de ataques de nacionalistas nigerianos ao governo colonial britânico na Nigéria. O Movimento Juvenil da Nigéria (NYM), fundado em 1933 pelo professor Eyo Ita, foi acompanhado em 1936 por Nnamdi Azikiwe, que buscou o apoio de todos os nigerianos, independentemente da origem cultural, e rapidamente se tornou um poderoso movimento político. Em 1944, Macaulay e o líder da NYM Azikiwe concordaram em formar o Conselho Nacional da Nigéria e dos Camarões (NCNC) (uma parte dos Camarões foi incorporada à colônia britânica da Nigéria). Azikiwe tornou-se cada vez mais o líder nacionalista nigeriano dominante, apoiou o pan-africanismo e um movimento nacionalista de base pan-nigeriano.
O nacionalismo nigeriano radicalizou e cresceu em popularidade e poder no período pós-Segunda Guerra Mundial, quando a Nigéria enfrentou condições políticas e econômicas indesejáveis sob o domínio britânico. Os agitadores mais proeminentes do nacionalismo foram ex-soldados nigerianos veteranos da Segunda Guerra Mundial que lutaram ao lado de forças britânicas no Oriente Médio, Marrocos e Birmânia; outro movimento importante que ajudou o nacionalismo foram os líderes sindicais. Em 1945, Michael Imoudu organizou uma greve geral nacional que, junto com figuras sindicais da ordem, se tornou nacionalista de destaque.
No entanto, o nacionalismo nigeriano na década de 1940 já estava enfrentando problemas regionais e étnicos com o objetivo de promover um nacionalismo pan-nigeriano unido. O nacionalismo nigeriano e seus movimentos eram geograficamente significativos e importantes no sul da Nigéria, enquanto uma organização semelhante não chegou ao norte da Nigéria até a década de 1940. Essa divisão regional no desenvolvimento e significado do nacionalismo no país também teve implicações políticas para a divisão étnica - o sul da Nigéria enfrentou fortes divisões étnicas entre os ibos e os iorubás, enquanto o norte da Nigéria não possuía fortes divisões internas, o que significava que o norte da Nigéria que é demograficamente dominado pelos hauçás era politicamente mais forte devido à sua maior unidade interna do que a do sul da Nigéria, que foi desunificada internamente. O sul que era etnicamente dividido entre os ibos e os iorubás, embora a região mais a favor do nacionalismo nigeriano, enfrentou o norte que desconfiava da política do sul, criando o decote regional norte-sul que permaneceu uma questão importante na política nigeriana.
Em 1960, a Nigéria se tornou um país independente. Azikiwe se tornou o primeiro presidente da Nigéria. No entanto, as tensões étnicas e as lutas pelo poder logo surgiram e se tornaram uma crise em 1966, quando oficiais nigerianos de ascendência ibo derrubaram o governo democraticamente eleito de Tafawa Balewa, que juntamente com o primeiro-ministro do Norte Ahmadu Bello e outros foram posteriormente assassinados. O assassinato de políticos do norte enfureceu os nortistas, resultando em violência contra os ibos pelos nortistas. O governo militar tentou acabar com a agitação étnica desmantelando o sistema federal de governo e substituindo-o por um sistema unitário de governo. No entanto, essa reforma durou pouco, pois o governo foi derrubado em outro golpe que viu o tenente-coronel Yakubu Gowon se tornar o norte. compromisso com o sul para liderar a Nigéria.
Em 1967, muitos Ibos haviam perdido a fé no nacionalismo nigeriano e, em maio daquele ano, os separatistas Ibos formaram a República de Biafra, que exigia a separação da Nigéria. A crise de Biafran foi a ameaça mais séria para a unidade nigeriana desde que o país se tornou independente em 1960, enquanto outros grupos étnicos ameaçavam que eles também buscariam secessão se Biafra se separasse com sucesso. A Nigéria respondeu à ameaça separatista com uma campanha militar contra o governo Biafran, resultando na Guerra Civil da Nigéria de 1967 a 1970. A guerra terminou com a derrota dos separatistas biafrenses. Entre um e três milhões de nigerianos morreram na guerra.

## Bibliography
- Olakunle, Gabriel (1 de janeiro de 1980). «Chapter 27: Nationalist Movements». In:  Ikime, Obaro. Groundwork of Nigerian History. Ibadan: Heinemann Educational Books (Nigeria) Plc. pp. 545–569. ISBN 978-129-954-1
- Motyl, Alexander J. (2001). Encyclopedia of Nationalism, Volume II. [S.l.]: Academic Press. ISBN 0-12-227230-7
- Britannica (1 de outubro de 2010). The History of Western Africa. [S.l.]: Britannica Educational Publishing. ISBN 978-1-61530-399-1. Consultado em 17 de abril de 2018
- Webster, James Bertin; Boahen, A. Adu; Tidy, Michael (1980). The revolutionary years: West Africa since 1800. [S.l.]: Longman. ISBN 0-582-60332-3